# Microtendipes tamaogouti
Microtendipes tamaogouti är en tvåvingeart som beskrevs av Sasa 1983. Microtendipes tamaogouti ingår i släktet Microtendipes och familjen fjädermyggor. Inga underarter finns listade i Catalogue of Life.